# Taisetsu na Koto wa Subete Kimi ga Oshiete Kureta
Taisetsu na Koto wa Subete Kimi ga Oshiete Kureta (大切なことはすべて君が教えてくれた lit. Tú me enseñaste todas las cosas importantes?) es un drama japonés emitido durante el invierno de 2011 por la cadena Fuji TV. Fue protagonizado por Haruma Miura y Erika Toda, con la actuación secundaria de Emi Takei.

## Argumento
Shūji Kashiwagi (Haruma Miura) y Natsumi Uemura (Erika Toda) son una pareja de profesores que están a punto de casarse. Sin embargo, la noche anterior a la apertura escolar, Shūji termina involucrado con una joven siete años menor que él y con quien parece haber tenido sexo, que resulta ser una de sus nuevas alumnas, Hikari Saeki (Emi Takei). Muy preocupado y con un gran remordimiento, trata de olvidar lo que pasó, pero la joven no piensa hacérsela nada fácil, ya que termina enamorándose de este y lo peor es que piensa en destruir su relación con Natsumi.

## Reparto
- Haruma Miura como Shūji Kashiwagi.
- Erika Toda como Natsumi Uemura.
- Anna Nose como Masayo Kaneko.
- Mariko Shinoda como Sayaka Tōdō.
- Yūki Uchida como Aya Mizutani.
- Masahiko Nishimura como Yoshifumi Nakanishi.
- Morio Kazama como Satoshi Tsuruoka.

### Clase 2-1
- Emi Takei como Hikari Saeki.
- Masaki Suda como Naoki Hiraoka.
- Ayame Gōriki como Nozomi Sonoda.
- Alice Hirose como Ryōko Kagawa.
- Kento Nakajima como Kentaro Kodama.
- Anna Ishibashi como Yuna Watanabe.
- Shugo Nagashima como Kazutaka Taguchi.
- Natsumi Ishibashi como Mari Kawamoto.
- Sairi Itō como Sairi Uno.
- Rena Nōnen como Rena Tokunaga.
- Natsumi Ohira como Nana Chiba.
- Tatsuya Kuroki como Tatsuya Takiyama.
- Kōki Osamura como Kōki Aizawa.
- Momoko Kaechi como Reika Makita.
- Yui Itō como Yui Nishino.
- Mizuki Komatsu como Mizuki Yasuda.
- Yūki Byrnes como Ryoma Byrnes Etō.
- Kaoru Maruwaka como Masaya Ono.
- Nachi Okawa como Nachi Tsujimoto.
- Tatsuya Kishida como Tatsuya Yoshikawa.
- Hiroki Nakajima como Hiroki Nakata.
- Yūki Kuramasu como Yūki Takahashi.
- Amane Okayama como Amane Momoi.
- Misaki Yonemura como Misaki Yamaguchi.
- Mihato Ise como Mihato Higuchi.
- Tatsuya Hashiba como Tatsuya Hashimoto.
- Airi Nakajima como Airi Nakano.
- Ryūta Tobayama como Ryūta Natsukawa.
- Chizu Saeki como Chizu Ishimoto.
- Hiroki Otsu como Takayuki Tsuchiya.
- Kento Hikita como Kento Nemoto.
- Yūri Nakamura como Yūri Noguchi.

### Otros estudiantes
- Ryō Shihono como Yōko Hoshino.
- Aya Takemoto como Aya Motoki.
- Sachi Ishimaru como Sachi Arino.
- Risa Honma como Risa Manabe.
- Yurina Saito como Yurina Fujioka.
- Kaori Watanabe como Kaori Tanabe.
- Shunpei Sasayama como Shunpei Yamada.
- Teppei Sasayama como Teppei Yamada.
- Ryūnosuke Nagai como Ryūnosuke Iguchi.
- Chikarai Sonoda como Chikarai Tanaka.

### Otros
- Hirofumi Arai como Kōichi Kashiwagi.
- Harumi Shiho como Hirokazu Kashiwagi.
- Etsuyo Mitani como Ikuko Kashiwagi.
- Mayumi Asaka como Keiko Uemura.
- Yasuhiro Arai como Katsumi Uemura.
- Yūko Miyamoto como Yūri Saeki (ep3).
- Satoshi Jinbo como Masanori Saeki.
- Seiji Fukushi como Yūgo Yamashita.

## Audiencia
| Episodio | Subtítulo               | Kanto |      |
| 1        | La mañana del comienzo  | 12.1  |      |
| 2        | Guerra de mujeres       | 11.6  |      |
| 3        | Su respuesta            | 10.5  |      |
| 4        | Expuestos               | 11.0  |      |
| 5        | La verdad               | 12.1  |      |
| 6        | Medio año después       | 12.1  |      |
| 7        | Propuesta de Matrimonio | 11.0  |      |
| 8        | Renuncia                | 12.3  |      |
| 9        | La clase final          | 11.2  |      |
| 10       | Matrimonio              | 10.5  |      |
| Promedio | Promedio                | 11.4  | 11.4 |